# Kiesen
Kiesen (toponimo tedesco) è un comune svizzero di 937 abitanti del Canton Berna, nella regione di Berna-Altipiano svizzero (circondario di Berna-Altipiano svizzero).

## Monumenti e luoghi d'interesse

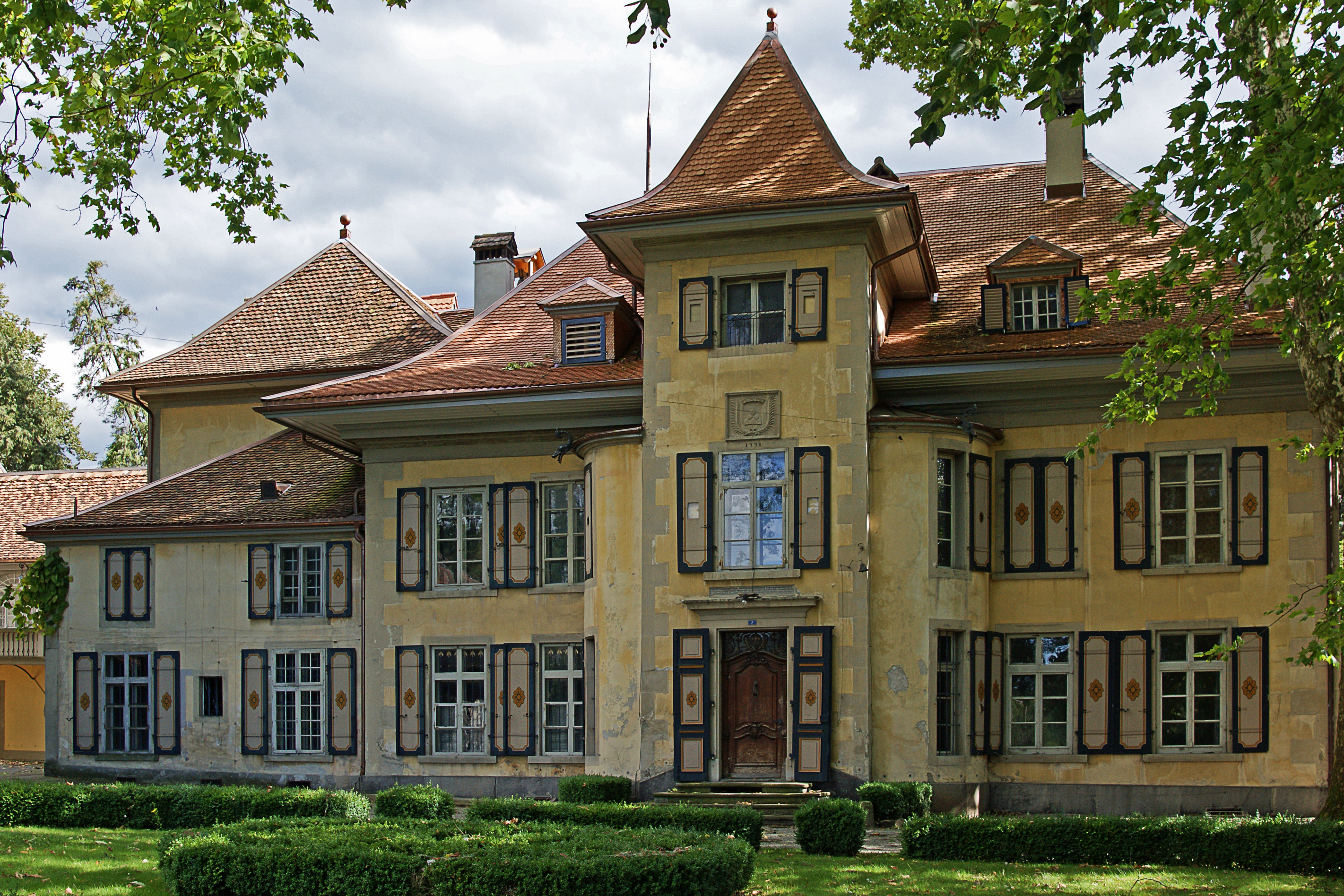
Il castello di Kiesen

- Castello di Kiesen, eretto nel Medioevo e ricostruito nel 1668 e nel 1793[1].

## Società

### Evoluzione demografica
L'evoluzione demografica è riportata nella seguente tabella:
Abitanti censiti

## Infrastrutture e trasporti
Kiesen è servito dall'omonima stazione sulla ferrovia Berna-Thun.

## Amministrazione
Ogni famiglia originaria del luogo fa parte del cosiddetto comune patriziale e ha la responsabilità della manutenzione di ogni bene ricadente all'interno dei confini del comune.